# Ebersbach an der Fils
Ebersbach an der Fils è un comune tedesco di 15 562 abitanti, situato nel land del Baden-Württemberg.